# خوسيه مانزانيدا
خوسيه مانزانيدا (بالإسبانية: José Manzaneda) (ولد في 10 سبتمبر 1994)، لاعب كرة قدم بيروفي محترف يلعب كجناح لأليانزا ليما.

## وصلات خارجية
- خوسيه مانزانيدا على موقع قاعدة بيانات كرة القدم.إي يو (الإنجليزية)
- خوسيه مانزانيدا على موقع ناشيونال فوتبول تيمز (الإنجليزية)
- خوسيه مانزانيدا على موقع Soccerway.com (الإنجليزية)
- خوسيه مانزانيدا على موقع AS.com (الإسبانية)

- خوسيه مانزانيدا  على سكروي